# Szmer oddechowy
Szmer oddechowy, szmery oddechowe (ang. respiratory sounds) – zjawisko akustyczne stwierdzane podczas osłuchiwania pacjenta, słyszalne nad płucami podczas wdechu i wydechu. Szmer jest składową akustycznych zjawisk powstających podczas przepływu powietrza przez poszczególne elementy układu oddechowego – tchawicę, oskrzela, oskrzeliki oraz pęcherzyki płucne. Osłuchiwanie płuc pozwala na wstępną diagnozę zaburzeń i chorób układu oddechowego.

## Podział
Istnieje kilka podziałów szmerów oddechowych. Dawniej szmery oddechowe dzielone były na: szmer oskrzelowy, szmer pęcherzykowy, świsty lub rzężenia, trzeszczenia. W Polsce obecnie przyjmuje się najnowszy podział na:
1. Szmery oddechowe fizjologiczne
  1. Szmer oskrzelowy
    1. Prawidłowy
    2. Patologiczny szmer oskrzelowy

  2. Szmer pęcherzykowy
    1. Prawidłowy
    2. Ściszony szmer pęcherzykowy
    3. Zaostrzony szmer pęcherzykowy
2. Szmery oddechowe dodatkowe
  1. Rzężenia
    1. Drobnobańkowe (trzeszczenia)
    2. Grubobańkowe

  2. Świsty i furczenia
    1. Świsty
      1. Świsty wdechowe
        1. Stridor

      2. Świsty wydechowe

    2. Furczenia

  3. Tarcie opłucnowe

## Szmery oddechowe fizjologiczne
Są to szmery oddechowe, które w zależności od miejsca występowania, nasilenia i obrazu klinicznego pacjenta mogą być oznaką braku zaburzeń w układzie oddechowym lub występującej patologii.

### Szmer oskrzelowy
Szmer oskrzelowy (ang. bronchial breath sound, bronchial respiratory sound) – o szerokim spektrum częstotliwości. W warunkach fizjologicznych powstaje w wyniku turbulentnego przepływu powietrza jedynie przez tchawicę i duże oskrzela.
Patologiczny szmer oskrzelowy jest słyszalny nad obwodowymi częściami płuca, gdy powietrze nie dociera do pęcherzyków płucnych i brak jest szmeru pęcherzykowego. Występuje w przebiegu:
- Zapalenia płuc
- Ropniu płuca
- Rozstrzeń oskrzeli
- Krwotoków.

### Szmer pęcherzykowy
Szmer pęcherzykowy (ang. normal, vesicular sound) – słyszalny niemal nad całymi płucami. Związany jest z przechodzeniem powietrza do pęcherzyków płucnych i końcowych odcinków dróg oddechowych czyli turbulentnym przepływem powietrza przez oskrzela płatowe i segmentowe.
Ściszenie szmeru pęcherzykowego występuje w przypadku upośledzonego przepływu powietrza do obwodowych części płuc lub w przypadku nieprzylegania płuca bezpośrednio do ściany klatki piersiowej. Takie zjawisko obserwujemy następujących stanach patologicznych:
- Rozedma
- Niedodma
- Odma opłucnowa
- Płyn w jamie opłucnej.

## Szmery oddechowe dodatkowe
Szmery oddechowe dodatkowe, szmery dodatkowe (ang. adventitious sounds) – zawsze są objawem patologicznym. Występują w połączeniu ze szmerami oddechowymi fizjologicznymi. 

### Rzężenia
Rzężenia (ang. crackles, rales) – bezdźwięczne, krótkie (<0,25 s), przerywane szmery oddechowe wywoływane przez nagłe wyrównanie ciśnienia gazów pomiędzy dwoma obszarami płucnymi. Powstają podczas otwarcia wcześniej zamkniętych małych oskrzelików. Wyróżnia się:

#### Rzężenia drobnobańkowe
Rzężenia drobnobańkowe (ang. fine crackles) – zwane często trzeszczeniami (ang. crepitations) – szmery dodatkowe o wysokiej częstotliwości. Występują w przypadku:
- Włóknienia płuc
- Obrzęku płuc
- Ropniu płuca
- Zapaleniu płuc.

#### Rzężenia grubobańkowe
Rzężenia grubobańkowe (ang. coarse crackles) – szmery o niskiej częstotliwości.
- Rozstrzenie oskrzeli

### Świsty i furczenia
Dźwięczne szmery dodatkowe o charakterze ciągłym (>0,25 s).

#### Świsty
Świsty (ang. wheezes, sibilant rhonchi) – dźwięki o charakterze syczącym o wysokiej częstotliwości. Powstają na skutek turbulentnego przepływu przez zwężone drogi oddechowe. Wyróżnia się:

##### Świsty wdechowe
Powstają wskutek zwężenia dróg oddechowych położonych poza klatką piersiową. Występują w następujących patologiach:
- Zwężenia krtaniowo-tchawicze
- Porażenie strun głosowych
- Zapalenie krtani
- Zapalenie tchawicy
- Ucisk na tchawicę z zewnątrz
- Obecność ciała obcego w drogach oddechowych.

###### Stridor
Stridor (ang. stridor), stridor oddechowy, świst krtaniowy – jest szczególnie głośnym tonem, o stałej częstotliwości wskazującym na obturację krtani lub tchawicy. Niektóre przyczyny:
- Wrodzone wady budowy dróg oddechowych
  - Laryngomalacja
- Podgłośniowe zapalenie krtani
- Porażenie nerwu krtaniowego wstecznego
- Brodawczaki krtani
- Mononukleoza zakaźna

##### Świsty wydechowe
Świsty wydechowe powstają na skutek zwężenia dróg oddechowych leżących wewnątrz klatki piersiowej. Przyczyny:
- Astma
- POChP
- Przewlekłe zapalenie oskrzeli
- Zachłyśnięcie treścią pokarmową
- Zatorowość płucna
- Niewydolność mięśnia sercowego

#### Furczenia
Furczenia (ang. rhonchi) – szmery oddechowe o niskiej częstotliwości. Wynikające z obecności wydzieliny w drogach oddechowych. Przyczyny:
- Zapalenie płuc
- Zapalenie oskrzeli

### Tarcie opłucnej
Tarcie opłucnowe (ang. pleural rub), tarcie opłucnej – powstaje w wyniku ocierania się o siebie blaszek opłucnej ściennej i opłucnej płucnej. Występuje podczas zmian przebiegających z odkładaniem się włóknika w przebiegu:
- Stanu zapalnego opłucnej
- Nowotworów opłucnej.

## Różnicowanie na podstawie objawów przedmiotowych
Oglądaniem, opukiwaniem, badając drżenie głosowe oraz osłuchiwaniem można wstępnie diagnozować choroby układu oddechowego.